# 超級特展
超級特展是展覽的一種形式。博物館中的展覽依類型分為常設展、特展、超級特展、特超級展覽。傳統展覽辦理的模式是由博物館方自行舉辦，而超級特展會有企業贊助、媒體宣傳等大量資源挹注，有別於一般展覽性質，展期較短，通常會由兩間博物館、企業、媒體合作，透過贊助挹注較高的預算，辦理具主題、話題性的展覽內容，通常會是博物館的明星藏品，或是當代社會討論度高的主題；藉此有媒體高度曝光與強力宣傳，也因此吸引大量觀眾前往參觀，並且藉由超級大展帶動展覽相關的周邊與刺激當地文化觀光。
曾任國立歷史博物館館長的黃光男表示：除了展覽企劃有一定質量，人氣是重要的指標，在短時間內參觀人次超過30萬以上才稱得上是超級特展。